# Nördliche Batagur-Schildkröte

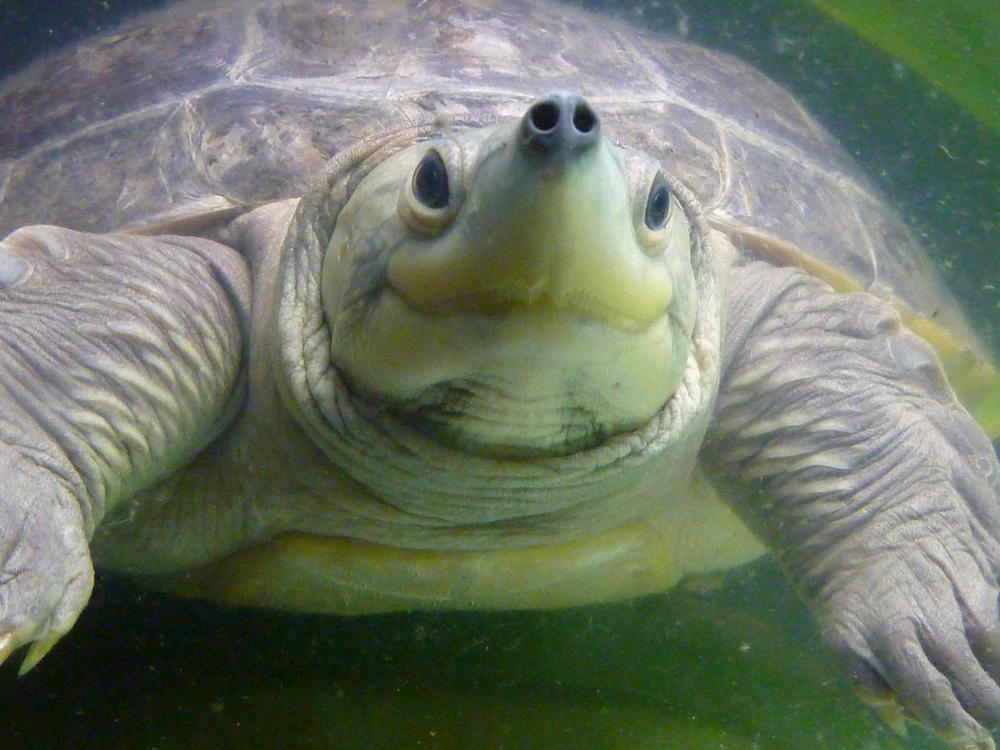
Nördliche Batagur-Schildkröte

Die Nördliche Batagur-Schildkröte (Batagur baska), auch als Nördliche Batagur-Flussschildkröte bekannt, ist eine der seltensten Schildkrötenarten der Welt. Ihr ursprüngliches Verbreitungsgebiet umfasst Bengalen, Myanmar und Thailand.

## Abgrenzung zu anderen Arten
Erst seit 2007 werden die Nördliche Batagur-Schildkröte (Batagur baska) und die Südliche Batagur-Schildkröte (Batagur affinis) als eigene Arten unterschieden. Zuvor wurden sie als Batagur baska zusammengefasst. Sie unterscheiden sich nicht nur genetisch, sondern auch im Aussehen: Die Nördliche Batagur-Schildkröte hat eine schmalere, spitzer zulaufende Schnauze. Außerdem haben Männchen der Südlichen Batagur-Schildkröte durchgehend eine schwarze Haut, während bei den Männchen der Nördlichen Batagur-Schildkröte in der Paarungszeit die Gliedmaßen und der untere Hals rot werden, wobei der Kopf schwarz bleibt.
Von weiteren Schildkrötenarten in ihrem Verbreitungsgebiet unterscheidet sich die Nördliche Batagur-Schildkröte durch die Kombination von zwei fein gezähnten Leisten im Unterkiefer und vier anstatt fünf Zehen an den Vordergliedmaßen.

## Merkmale
Nördliche Batagur-Schildkröten werden bis zu 60 Zentimeter lang und knapp 20 Kilogramm schwer. Ihr Panzer ist nur schwach gewölbt und von hell graubrauner Farbe. Bei erwachsenen Tieren ist er glatt. Der Kopf ist schwarz und breit, im Maul befinden sich Kieferleisten. An den Vorderbeinen haben sie nur vier Zehen. Alle Füße tragen kräftige Krallen.
Die Weibchen sind im Brackwasser aufgrund ihrer bräunlichen Farbe stets gut getarnt. Die Männchen zeigen während der Paarungszeit hingegen eine arttypische tiefrote Färbung von Hals und Beinen. Weibchen haben schwarze Augen, Männchen hingegen eine mattgelbe bis gelbgrüne Iris.
Ihre Eier sind etwas größer und länglicher als Hühnereier.

## Lebensweise
Die Nördliche Batagur-Schildkröte lebt in größeren und tiefen Süßgewässern, geht aber auch ins Brackwasser. Die Tiere ernähren sich fast ausschließlich von Pflanzen, beispielsweise von Sonneratia-Früchten.
Jungtiere aus einem Gelege können von verschiedenen Männchen abstammen, da die Weibchen von mehreren Männchen erfolgreich begattet werden können.

## Gefährdung und Nachzucht
Die Nördliche Batagur-Schildkröte ist vom Aussterben bedroht. Bereits seit 1982 steht sie auf der Roten Liste der IUCN und gilt seit 2003 als die am stärksten gefährdete Schildkrötenart, wobei Nördliche und Südliche Batagur-Schildkröte damals noch als eine Art gezählt wurden. Sie wird wegen ihres Fleisches und ihres Panzers, der zu Heilmitteln verarbeitet wird, gejagt. Ihre Eier gelten als sehr schmackhaft. Außerdem ist ihr Lebensraum bedroht, da Mangrovenwälder abgeholzt werden, Niststrände durch Sandabbau und Dämme verloren gehen und die Tiere in Fischernetzen umkommen.
2013 gingen Fischern in Bangladesch, wo die Schildkröte als ausgestorben galt, drei Jungtiere ins Netz, folglich muss(te) es dort noch wildlebende erwachsene Exemplare geben.
Anfang Mai 2010 gelang Zoologen im Tiergarten Schönbrunn (Österreich) in Zusammenarbeit mit der Organisation Turtle Island die weltweit erste Nachzucht von Nördlichen Batagur-Schildkröten in menschlicher Obhut, zwei Jungtiere schlüpften. Auch der südindische Zoo Madras Crocodile Bank hält eine kleine Nachzuchtgruppe aus zwei Weibchen, die 1989 auf einem Markt in Kalkutta gekauft wurden, und einem Männchen, das 2014 aus Österreich dorthin geschickt wurde.
2016 waren insgesamt nur noch 20 erwachsene Tiere bekannt, deren Genpool für das Erhaltungszucht-Programm (unter anderem auch im Bhawal-Nationalpark in Bangladesch) genutzt wird. 2017 wurde der gesamte bekannte Bestand der Nördlichen Batagur-Schildkröte mit 500 Tieren angegeben, unter anderem aufgrund eines Rekordes von 118 Schlüpflingen in den zwei Zuchtstationen in Bangladesch; damit ist das Batagur-baska-Erhaltungszuchtprogramm eines der erfolgreichsten Artenschutzprojekte Südasiens. Der Tiergarten Schönbrunn vermeldete bis 2020 die Aufzucht von 344 Jungtieren.